# 甘肃假钻毛蕨
甘肃假钻毛蕨（学名：Paradavallodes kansuense）为骨碎补科假钻毛蕨属下的一个种。